# Lueng Dama
Lueng Dama is een bestuurslaag in het regentschap Pidie van de provincie Atjeh, Indonesië. Lueng Dama telt 322 inwoners (volkstelling 2010).